# Museo civico archeologico Ugo Granafei
Il Museo del Territorio  "Ugo Granafei", situato a Mesagne, città in provincia di Brindisi, è stato inaugurato nel 1975 e dal 1999 è collocato all'interno del castello cittadino. Al suo interno vi sono importanti reperti d'epoca messapica, romana e medievale provenienti prevalentemente del territorio comunale (ma anche da altre parti della Puglia), in modo particolare dai siti archeologici di Muro Tenente, Muro Maurizio, Muro Malvindi e da necropoli scoperte nel centro storico della città.

## Storia
Il museo è il frutto di una piccola raccolta archeologica contenuta all'interno della Biblioteca Popolare "Ugo Granafei". Dal 1970 sono confluiti numerosi altri reperti, in prevalenza d'epoca pre-romana, e così è stato istituito il museo, allestito in principio all'interno del Palazzo di Città e poi nuovamente nella Biblioteca Popolare; successivamente la sede del museo è stata spostata nel castello, dov'è ancora oggi. Dal 1999 il museo è ufficialmente aperto al pubblico e continua ad arricchirsi con nuovi reperti archeologici. Attualmente sono aperte al pubblico sei sale, mentre sono in allestimento altre sale dedicate alle monete e alle iscrizioni.

## Reperti
Gran parte dei reperti è costituita da vasellame dell'età del bronzo e di età romana, assieme a ceramica medievale. Nelle sei sale aperte al pubblico è possibile vedere reperti provenienti dai vari siti archeologici del territorio comunale e dalle due vaste necropoli scoperte nel centro abitato. Vi sono inoltre lastre tombali, epigrafi latine e messapiche, e una ricca collezione di monete greche (provenienti dalle zecche di Taranto, Metaponto, Sibari e Crotone), romane e medievali. Numerosi anche i reperti provenienti da donazioni private, anch'esse in gran parte composte da ceramiche e vasellame di fattura greca, messapica e romana. In una sala del museo è possibile osservare inoltre un mosaico che costituiva il pavimento del complesso termale di Malvindi, situato poco fuori dal centro abitato.